# Das Hotel New Hampshire
Das Hotel New Hampshire ist der fünfte Roman des amerikanischen Schriftstellers John Irving; er erschien 1981 unter dem Titel The Hotel New Hampshire in New York. Die von Hans Herrmann übersetzte deutsche Erstausgabe erschien 1982 im Diogenes Verlag.

## Handlung
Erzählt wird die Geschichte der Familie Berry aus der Perspektive von John, des „mittleren und am wenigsten voreingenommenen“ der fünf Kinder. Die Zeitlinie des Romans erstreckt sich etwa von Beginn der 1940er-Jahre bis etwa in die späten 1970er-Jahre und über drei Generationen; Erzählschwerpunkt ist jedoch die Kindheit und Jugend von Frank, Franny, John, Lilly und dem Jüngsten, Egg.
John berichtet zu Beginn des Romans von Kindheit und Kennenlernen der Eltern; eine Geschichte, die er in seiner Kindheit immer und immer wieder gehört und weitergesponnen hat. Dementsprechend fantasievoll und legendenhaft gestaltet sich die Rückblende bis zur „ehelichen Vereinigung“ der Eltern, in der alle wichtigen Versatzstücke des Romans bereits enthalten sind: ein Hotel, ein Bär, ein Jude namens Freud sowie Liebe und eine Vorahnung vom Tod.

### Das Hotel Arbuthnot
Winslow Berry und Mary Bates lernen sich im Hotel Arbuthnot kennen, wo sie beide im Sommer 1939 einen Ferienjob angenommen haben. Dort lernen sie Freud, einen österreichischen Juden, und seinen dressierten, allerdings nur mäßig schlauen Bären State o’ Maine kennen – die Auftritte der beiden im Hotel enden regelmäßig im Chaos.
Die Freundschaft wird den weiteren Werdegang des Paars bestimmen – so nimmt Freud den beiden das Versprechen ab, sofort zu heiraten, und vermacht Win Berry den Bären und sein Motorrad, mit dem dieser sich das Harvard-Studium finanzieren wird. Freud kehrt auf der Suche nach einem „schlauen Bären“ zurück nach Europa („Gebt mir einen schlauen Bären und ich scheiß auf die Nazis“).
Nach der Heirat folgen kurz nacheinander die Geburt von Frank, Franny und John, ein Harvard-Studium und der Zweite Weltkrieg, den der Vater unbeschadet übersteht – 1950 schließlich sind auch die beiden Jüngsten, Lilly und Egg, geboren, die Familie lebt mit Wins Vater Iowa Bob und dem Familienhund mit dem symbolträchtigen Namen Kummer in dem Haus, das Mary von ihren Eltern geerbt hat. Win Berry arbeitet als Lehrer an der heimischen Dairy School.

### Das erste Hotel New Hampshire (Dairy)
Win Berry lässt seit dem Sommer im Arbuthnot die Faszination für Hotels nicht los, und so überredet er seine Familie, die alte Mädchenschule in Dairy in ein Hotel zu verwandeln, das „erste Hotel New Hampshire“.
Turbulente Episoden im neuen Hotel verbinden sich mit dem Schulalltag der älteren Kinder an der Dairy School, der nicht unbelastet ist: Frank mit seiner sich allmählich abzeichnenden Homosexualität wird brutal gemobbt, und Franny wird Opfer einer Gruppenvergewaltigung durch einen Teil der Football-Mannschaft und ihren Anführer Chipper Dove. Der Hund wird wegen seiner unerträglichen Flatulenzen kurz vor der Eröffnung des Hotels eingeschläfert. Um die traumatisierte Franny zu trösten, präpariert Frank ihn im Rahmen eines Taxidermie-Schulprojektes und startet so eine Reihe von „Wiederauferstehungen“; vorläufiger Tiefpunkt des wiederkehrenden Kummers ist der Tod des Großvaters Bob, des ruhenden Pols der Familie. Er stirbt an einem Herzschlag, als der ausgestopfte Hund ihm bei seinem Hanteltraining überraschend aus einem Schrank heraus entgegenpurzelt.
Einige Monate später, am Neujahrsmorgen 1957, erreicht Win Berry ein Brief aus Wien von Freud, der dort ein Hotel und – endlich – einen „schlauen“ Bären gefunden hat.

### Das zweite Hotel New Hampshire (Wien)
Der Vater zögert nicht, Freuds Bitte zu folgen und dessen Hotel in Wien zu „einem Klassehotel“ zu machen, was bedeutet, dass er das Hotel in Dairy verkauft und die ganze Familie nach Österreich ziehen wird. Die Begeisterung der Familie über die Pläne hält sich in Grenzen, nur Frank zeigt Begeisterung für die Wiener Geschichte, vor allem das Fin de siècle.
Als die Berrys in getrennten Flugzeugen nach Österreich fliegen, verunglückt das Flugzeug, in dem die Mutter mit Egg und dem ausgestopften Kummer sitzen, und die beiden kommen ums Leben.
Im Gasthaus Freud, das bald zum zweiten Hotel New Hampshire werden soll, erwartet die verwaiste Familie ein erblindeter Freud und sein Bär, der sich als Susie, eine junge Frau im Bärenkostüm, herausstellt, fünf Prostituierte und eine Gruppe von sechs Radikalen mit unklaren politischen Zielen. Die Kinder freunden sich mit der ebenfalls vergewaltigten Susie an; Franny und Susie werden ein Paar. Eine junge Radikale mit dem Decknamen Fräulein Fehlgeburt liest ihnen aus dem Großen Gatsby und Moby Dick vor und schläft schließlich mit John (der jedoch eigentlich nur in Franny verliebt ist), und die ältere Radikale Schwanger nimmt eine Art Mutterplatz für sie ein.
Obwohl die Kinder in Wien nicht glücklich sind, bleibt die Familie insgesamt sieben Jahre dort. Das Hotel entwickelt sich nicht zu einem Klassehotel, sondern bleibt ein Kuriositätenkabinett mit Bären, Huren und den Anarchisten, unter ihnen ein Verfasser abstoßender Pornographie. Die Kinder wachsen zu jungen Erwachsenen heran – und auch die kleinwüchsig gebliebene Lilly unternimmt „Wachstumsversuche“, indem sie an einem autobiographischen Roman schreibt, der von Frank erfolgreich an einen Verlag vermittelt wird.
Die lange Zeit in Wien endet plötzlich und blutig: Im letzten Moment verhindern die Berrys einen Terroranschlag der Radikalen auf die Wiener Oper. Dabei kommt Freud ums Leben und der Vater verliert sein Augenlicht.

### Das Stanhope (New York)
Nach den dramatischen Ereignissen in Wien und finanziell abgesichert durch Lillys schriftstellerischen Erfolg kehrt die Familie zusammen mit Susie in die USA zurück. Man residiert vorübergehend im Stanhope Hotel und versucht zu einem „normalen“ Leben zu finden. Lilly schreibt verzweifelt und erfolglos an einem zweiten Buch, und John und Franny leben einmalig und exzessiv ihre sexuelle Obsession füreinander aus, womit sie das Kapitel allerdings auch ein für alle Mal abschließen.
Ein Wiedersehen gibt es in New York mit Junior Jones, der Franny nach ihrer Vergewaltigung durch Chipper Dove beschützt hatte und sie nun erfolgreich umwirbt, zuvor aber noch mit Chipper Dove selbst, an dem die Geschwister gemeinsam mit Susie (im Bärenkostüm …) furios-surreal Rache nehmen.

### Das letzte Hotel New Hampshire (Maine)
In einem Epilog werden die Schicksale der verbliebenen Familienmitglieder erzählt:
Der erblindete Win Berry träumt immer noch von seinem perfekten Hotel, und da die Familie durch Lillys Schriftstellerei finanziell unabhängig ist, erfüllen die Kinder ihm seinen Wunsch: Sie erwerben das alte, verfallene Hotel Arbuthnot-by-the-sea und richten es teilweise wieder her. John zieht mit seinem Vater ein, der im Glauben gelassen wird, in einem hochexklusiven Hotel zu leben, das es sich leisten kann, kaum Gäste zu haben.
Für Lilly enden ihre „Wachstumsversuche“ in Verzweiflung: Sie wird vor allem ihren eigenen Erwartungen nicht gerecht und stürzt sich mit einem Sprung aus dem 14. Stockwerk des Stanhope in den Tod.
Franny und Junior Jones heiraten, und Susie und John münden ebenfalls in einer glücklichen Beziehung – auf den letzten Seiten des Romans erwarten alle die Geburt eines Babys: gezeugt und geboren von Junior und Franny und aufgezogen von John und Susie, die ihr Bärenkostüm nur noch in besonderen Ausnahmefällen aus dem Schrank holt.

„Wir träumen immer weiter: Das beste Hotel, die perfekte Familie, das Leben in der Sommerfrische. Und unsere Träume entschlüpfen uns fast so lebendig, wie wir sie heraufbeschwören können. Im Hotel New Hampshire sind wir lebenslänglich festgeschraubt – aber was ist schon ein wenig Luft in der Leitung, ja selbst massenhaft Scheiße in den Haaren, wenn man gute Erinnerungen hat?“

## Personen

### Winslow Berry
Vater Winslow Win Berry ist ein Träumer, der zeit seines Lebens beinahe ausschließlich davon träumt, das „perfekte Hotel“ zu betreiben. Statt in der Gegenwart zu leben, macht er stets Pläne für die Zukunft:

„»Schon wieder die Zukunft!« sagte Iowa-Bob. »Er lebt in der Zukunft! Erst kam das ewige Herumreisen – alles nur, damit er Harvard besuchen konnte. Das klappte dann auch, aber alles mußte möglichst schnell gehen – er wollte es hinter sich bringen. Wofür? Für diesen Job, über den er sich seither nur beschwert hat. Warum genießt er denn sein Leben nicht«?“

In seiner Vaterrolle tritt er kaum in Erscheinung, er sieht nicht, was seine Kinder bewegt, selbst als er physisch noch nicht erblindet ist. Als die Kinder in Wien Bekanntschaft mit dem Großen Gatsby machen, identifiziert Lilly dessen Hauptfigur schmerzvoll mit ihm:

„»… Es ist Vater, er ist ein Gatsby. ›Sie ist uns gestern entschlüpft, doch was tut’s – ‹« zitierte Lilly für uns »Begreift ihr denn nicht?« kreischte sie. »Es wird immer etwas geben, das uns jedesmal entschlüpft. Es wird immer entkommen« sagte Lilly. »Und Vater wird nicht aufhören,« sagte sie. »Er wird weiter hinter ihm herjagen, und es wird ihm entkommen.«“

Als er zum Schluss mit John endlich das letzte Hotel New Hampshire sein Eigen nennt, ist er endlich glücklich und bemerkt nicht, dass es in Wirklichkeit überhaupt kein Hotel gibt.

### Mary Berry
Mary Berry hat Freud in jenem Sommer 1939 ein Versprechen geben müssen: Sie solle ihrem Mann stets verzeihen, auch wenn es sie teuer zu stehen komme. Und dabei bleibt es: Obwohl sie die Hotelpläne ihres Mannes nicht billigt, bleibt sie loyal und steht mit ihm zusammen etwa zu der Entscheidung, nach Wien zu gehen. Sie ist ein Mensch, bei dem ein „Geheimnis gut aufgehoben“ ist und weiß z. B. schon früh von der Homosexualität ihres Sohnes Frank.
Als Figur tritt die Mutter zwangsläufig in den Hintergrund: Sie stirbt gemeinsam mit Egg, als das Flugzeug, mit dem sie nach Europa reisen, abstürzt – die Kinder müssen ab sofort ohne sie zurechtkommen.

### John
John Berry als Ich-Erzähler ist von Beginn an vor allem mit seiner Schwester Franny verbunden, was sich im Laufe des Romans zu einer intensiven Verliebtheit entwickelt, bis John – auf Frannys Initiative – durch einen intensiven inzestuösen Sexmarathon „gerettet“ wird. Selbst sein erster Geschlechtsverkehr wird von seiner Schwester mitgeprägt: Als er mit dem Zimmermädchen Ronda Ray schläft, hört sie über die verbliebenen Sprechanlagen der alten Schule mit, so dass er sich zeit seines Lebens – nicht nur beim Sex – von Franny belauscht fühlt.
Als er in Wien mit der Studentin Fräulein Fehlgeburt schläft, verrät diese ihm von den Terrorplänen der Radikalen. Sein ehrgeiziges Muskel- und Konditionstraining, das er betreibt, seit Franny vergewaltigt wurde und er ihr nicht helfen konnte, befähigt ihn schließlich im gewaltsamen Wiener Showdown dazu, einen von ihnen mit bloßer Muskelkraft zu erdrücken.
Nach dem Tod der Mutter beschreibt er sich als „Realist in einer Familie aus lauter Träumern, großen und kleinen“, der nie in der Lage sein würde, erwachsen zu werden und Verantwortung zu übernehmen. Dennoch ist er es am Ende, der sich fürsorglich um seinen blinden Vater und dessen „Hotel“ kümmert und liebevoll Susie dazu bringt, ihr Bärenkostüm endlich abzulegen und sich selbst zu mögen – und er erwartet mit Spannung die Geburt von Frannys Kind, das er gemeinsam mit Susie aufziehen wird.

„Ich wußte, daß ein in Österreich absolviertes Studium der amerikanischen Literatur mich für kaum etwas qualifizierte, aber was hatte ich schon anderes zu tun, als mich um meinen Vater zu kümmern – und dann und wann Gewichte zu heben für meinen Bruder und meine Schwester, wenn ihnen die Last zu schwer wurde.“

### Franny
Franny ist die treibende Kraft („prime mover“) des Romans und nimmt – besonders nach dem Tod der Mutter – eine Führungsrolle in der Familie ein. Sie ist besonders gutaussehend, verbal obszön und körperlich aggressiv, auch ihren Brüdern gegenüber, und sie macht persönlich am meisten durch – und sie wird damit fertig (»So bin ich nun mal: Ich komme über alles weg, auch über Dich«): Fertig mit ihrem Bruder, fertig mit ihrer Beziehung zu Susie und fertig mit Ernst, dem perversen Pornographen, und schließlich auch fertig mit Chipper Dove.

„»Von jetzt an bin ich hauptsächlich eine Mutter«, sagte Franny »Ich werde mich um euch Ficker kümmern – dich, dich und dich«, sagte Franny und deutete auf Frank und Lilly und mich. »Denn Mutter kann das nicht mehr – und Iowa-Bob ist auch nicht mehr da. Die Kack-Detektoren sind nicht mehr da, also werde ich die Kacke aufspüren. Ich mache darauf aufmerksam – das ist meine Rolle. Vater weiß nicht, was läuft«, sagte Franny, und wir nickten – Frank, Lilly und ich; selbst Susie der Bär nickte. Wir wußten, daß sie recht hatte: Vater war blind, oder er würde es bald sein.“

Zum Ende des Romans eine erfolgreiche Schauspielerin und in einer glücklichen Beziehung zu Junior Jones, hat sie immer noch ihren Anteil daran, dass das Leben ihres Bruders in gerade Bahnen kommt.

### Frank
Frank ist der älteste der Geschwister, die wirkliche Führungsrolle hat jedoch seine Schwester Franny. Als Kind ist er linkisch und in den typischen Familienkonflikten gegen Franny ohne Chance; der Vulgarität seiner Schwester hat er nichts entgegenzusetzen als Abneigung und Ekel. Sobald er jedoch von Mitschülern gemobbt wird, halten die drei älteren Geschwister wieder zusammen.
Nachdem Franny vergewaltigt wurde, setzt Frank alles daran, den eingeschläferten Familienhund Kummer für sie als Geschenk zu präparieren. Neben dieser tragisch endenden Leidenschaft für Taxidermie (der Großvater wird vom Hund zu Tode erschreckt) trägt er gerne Uniformen und schläft – in Wien, nach dem Tod der Mutter – mit einer Schneiderpuppe in seinem Zimmer.
Durch seine begeisterte Vorbereitung auf Wien bekommt die Familie ein sehr einseitiges Bild der Stadt: Sie lernen alles über das Fin de Siècle, kennen den Namen von Kronprinz Rudolfs Leibfiaker und die Anzahl der Liebesakte von Arthur Schnitzler mit seiner Geliebten, aber fast nichts von dem, was sie im Wien des Jahres 1957 erwartet.
Nach dem Tod der Mutter entwickeln die Kinder unterschiedliche Strategien, um damit fertigzuwerden; bei Frank ist es totaler Fatalismus:

„»Du mußt einfach gegen jede Art der Vorhersage sein«, riet Frank. »Sobald jemand für etwas ist, mußt Du dagegen sein. Sobald jemand gegen etwas ist, mußt Du dafür sein. Wenn du in einem Flugzeug sitzt, das nicht abstürzt, dann heißt das, es ist das richtige Flugzeug«, sagte Frank. »Und sonst heißt es gar nichts.«“

Erst zum Ende der Zeit in Wien – er studiert Volkswirtschaft – wird er als Figur stärker: er sorgt dafür, dass Lillys Buch lukrativ verlegt wird und verwaltet anschließend das erworbene Vermögen, wird zum Agenten und Familienmanager. In seinem Epilog bescheinigt John seinem Bruder trotz seiner „Anti-System-Philosophie“ einen gewissen Humor und vor allem Verstand:

„… wir brauchen einen guten, schlauen Bären. Manche Leute haben einen so guten Verstand, daß sie ganz für sich allein leben können – ihr Verstand kann ihr guter, schlauer Bär sein. So ist es bei Frank, glaube ich: Franks Verstand ist ein guter, schlauer Bär.“

### Lilly
Lilly ist Johns zweite Schwester; sie hört mit sieben Jahren auf zu wachsen und ist nur noch „einfach Lilly“. Der Tod der Mutter und die Atmosphäre in Wien bedrücken sie, und sie beschließt im Alter von 11 Jahren, mit der ihr eigenen verzweifelten Hartnäckigkeit, erneut zu wachsen.

„»Wenigstens ein bißchen«, sagte sie, wild entschlossen. Franny und ich waren in Sorge, denn es war unwahrscheinlich, daß Lilly noch einmal wuchs, und wenn wir uns vorstellten, mit welcher Anstrengung Lilly ihr »Wachstum« betreiben würde, bekamen Franny und ich es mit der Angst zu tun.“

Die sieben Jahre in Wien füllt Lilly schließlich mit „Wachstumsversuchen“, indem sie einen autobiographischen Roman schreibt, der mit dem Flugzeugabsturz endet. Der Roman wird ein Erfolg und ermöglicht der Familie ein materiell sorgloses Leben, dennoch bleibt Lillys Weltschmerz präsent. Als ihr zweiter Roman weniger erfolgreich wird, beendet sie ihr Leben mit einem Sprung aus dem Fenster des 14. Stocks. Ihr Abschiedsbrief ist kurz:

„Tut mir leid, (stand auf dem Zettel) einfach nicht groß genug.“

### Egg
Egg, der „tapfere, verlorene“ kleine Bruder, heißt Egg, weil er zu Beginn seiner Existenz im Bauch seiner Mutter „nur ein Ei […] (Just an egg)“ war und schon vor seiner Geburt ganz selbstverständlich so genannt wurde, und auch als Figur bleibt der jüngste der Berry-Familie zwangsläufig klein: Er stirbt als Kind zusammen mit seiner Mutter bei dem Flugzeugabsturz.
Egg ist robust und etwas schwerhörig („Was?“), aber selbst für sein Alter von sechs Jahren überdurchschnittlich verspielt, er vergnügt sich damit, sich zu kostümieren und liebt den ausgestopften Kummer auch in den weniger „lieben“ Posen. Auf dem Flug nach Europa besteht er darauf, den Hund auf seinem Sitz zu transportieren, was dazu führt, dass das Rettungsteam diesen als erstes Überbleibsel des Unglücks auf dem Meer schwimmend entdecken.

### Iowa Bob
Robert Berry, genannt Coach Bob oder Iowa-Bob, der Vater von Win und Großvater der Kinder ist Football-Trainer und ein „Kraftprotz“. Als seine Frau im Kindbett mit Win starb, kam er mit seinem Sohn aus Iowa nach Dairy, um als Sportlehrer zu arbeiten und so seinem Sohn den Schulbesuch an der Privatschule zu ermöglichen. Kurz vor seinem Ruhestand, in dem Jahr, als John als drittes der Berry-Kinder auf die Dairy School kommt, „kauft“ die Schule drei fähige Abwehrspieler für das schwache Footballteam ein, um ihm in seinem letzten Jahr eine erfolgreiche Saison zu ermöglichen.
Iowa-Bob ist der ruhende Pol der Familie, er spendet Frank professionellen Trost nach einer schmerzhaften Rauferei mit Franny, und er kümmert sich ebenso professionell um Johns Fitnesstraining. Dabei pflegt er einen „fröhlichen Fatalismus“, dessen Weisheiten sich auch nach seinem Tod durch den ganzen Roman ziehen:

„»Natürlich sind die Stühle festgeschraubt!« sagte Bob und reckte den Arm zum Himmel, als halte er eine letzte Kabinenpredigt – und als sei dieses das Spiel seines Lebens. »Im Hotel New Hampshire«, sagte Iowa-Bob, »geht keiner unter, auch wenn uns die Scheiße um die Ohren fliegt!« […] »Ihr braucht euch nur an euren Sitzen festzuhalten!« […] »Dann kann euch überhaupt nichts passieren.«“

Iowa-Bob stirbt kurz vor Weihnachten 1956, als ihn der in seinem Schrank versteckte Kummer zu Tode erschreckt.

### Dairy
- Junior Jones
- Chipper Dove
- Harold Swallow
- Ronda Ray (Zimmermädchen)
- Max Urick (Hausmeister)
- Mrs. Urick (Köchin)
- Fritz Worter (Zirkusdirektor)

### Wien
- Freud
- Susie, der Bär

#### Prostituierte
- Kreisch-Annie
- Die Alte Billig
- Die Dunkle Inge
- Jolanta
- Babette

#### Radikale
- Ernst, der Pornograph
- Schwanger
- Arbeiter
- Schraubenschlüssel
- Der Alte Billig
- Fräulein Fehlgeburt

## Verfilmung
Der Roman wurde 1984 von Tony Richardson unter dem Titel Hotel New Hampshire verfilmt.

## Textausgaben
- John Irving: The Hotel New Hampshire. E. P. Dutton, New York 1981, ISBN 0-525-12800-X (Originalausgabe).
- John Irving: Das Hotel New Hampshire. Diogenes, Zürich 1982, ISBN 3-257-01630-1 (Deutsche Erstausgabe).
- John Irving: Das Hotel New Hampshire. Diogenes, Zürich 1984, ISBN 3-257-21194-5.
- John Irving: Das Hotel New Hampshire. Random House Audio, 2003, ISBN 3-550-09069-2 (Hörbuch, 16 Audio-CDs).

## Zitierte Ausgabe
- John Irving: Das Hotel New Hampshire (= Diogenes-Taschenbuch. Band 21194). Aus dem Amerikanischen von Hans Hermann. Diogenes, Zürich 1984, ISBN 3-257-21194-5.

1. ↑  S. 48.
2. ↑  S. 596.
3. ↑  S. 87.
4. ↑  S. 343.
5. ↑  S. 51.
6. ↑  S. 126 f.
7. ↑  S. 202.
8. ↑  S. 346.
9. ↑  S. 535.
10. ↑  S. 487.
11. ↑  S. 596 f.
12. ↑  S. 345.
13. ↑  S. 564.
14. ↑  S. 596.